# Lepsény
Lepsény (németül: Leipsing, középkorban: Vepsin vagy Lepsen) nagyközség Fejér vármegyében, az Enyingi járásban. Fejér vármegye délnyugati részén, Veszprém vármegye határán, a Mezőföldön fekvő nagyközség, amely az 1950-es megyerendezésig Veszprém vármegyéhez tartozott.

## Nevének eredete
A település neve nagy valószínűséggel egy szláv eredetű személynévből, a Lepsa vagy Lepsan névből származhat. Ez a személynév a szláv „lepší”, azaz „jobb” jelentésű melléknévből képződött. A név magyar nyelvi környezetben az -ény képző segítségével helynévvé alakult. Az -ény végződés a magyarban gyakori módja a személynevekből származó településnevek képzésének.
A település nevét már a 13. században írásban is rögzítették: 1231-ben Lepsen alakban szerepel egy oklevélben. A névalak a későbbi századokban különböző formákban is előfordult, mint például Lepsen, Lepseny, vagy Lepsine, de a mai Lepsény alakja a 19. századra szilárdult meg.

## Elhelyezkedése
Egy központi völgyterület körül nyugati, déli és keleti irányban mérsékelten emelkedő síkságon, a Balatonaligától a Sió és a Csíkgát-patak egyesüléséig húzódó ún. Enyingi-háton épült települést délnyugat felé határozottan felismerhető vetősík választja el a Siófok-Balatonszabadi süllyedék-területtől. A délkelet-északkelet irányú hát 40–50 méter relatív magasságú, tengerszint feletti átlagos magassága 150–160 méter között változik. A hát alacsonyabb lejtőit a lösz alatt finom folyóvízi hordalék fedi. Ennek az anyaga aprókavicsos homok, amely középpleisztocén kori lerakódás eredménye. A községet átszelő Csíkgát-patak 26,5 kilométer hosszú, abszolút esése 71 méter. Medrét 1940-ben szabályozták.
A község a mérsékelten száraz és mérsékelten meleg éghajlati övbe tartozik. A tél enyhe, a lehullott évi csapadékmennyiség mérsékelt. A legtöbb csapadék júniusban, illetve október-novemberben esik. A község határát jó termékenységű mezőségi talaj és barnaföld borítja, amely mezőgazdasági termelésre kiválóan alkalmas.

## Közlekedése
A település stratégiai jelentőségét az adja, hogy fontos távolsági útvonalak mentén fekszik, hiszen a központján végighalad a 7-es főút, a település északi határvidékén az M7-es autópálya, utóbbiakból a község nyugati határánál indul ki a Balaton északi partján végigvezető 71-es főút és ugyanott ér véget a Mezőföldön végighúzódó 64-es főút is. Fontos alsóbbrendű útja még a településnek a Berhidán át egészen Várpalotáig húzódó 7207-es út, illetve innen indul ki a Mezőszentgyörgy elérését biztosító 63 105-ös út is.
A községet a Balaton déli partján végighúzódó Budapest–Murakeresztúr-vasútvonal érinti, vasútállomása a központtól 1 kilométerre délre található. Innen indult ki a Lepsény–Veszprém-vasútvonal is, amelyen azonban Lepsény és Hajmáskér között 2007 óta nincs személyforgalom, illetve itt ért véget a megszűnt Dombóvár–Lepsény-vasútvonal.

## Története
A kedvező természetföldrajzi adottságok miatt a környék már régóta lakott. A község területén mintegy 2 km-re északkeletre, egy homokdombos hely késő kelta-kori római település maradványai kerültek felszínre homokbányászás alkalmával.
A falu szélén, a Mezőszentgyörgy felé eső határrészen, a Cinca-patak közelében lévő vízmosásos partszakaszon szintén római leletekre bukkantak. Innen származik egy római síremlék oldalfala, melyen egy kelta viseletű, fibulával ékesített nő mellképe látható. A környéken keresendő az a római kori útkereszteződés, ahol a Gorsium (Tác) felől Itáliába, illetőleg a Sopianae (Pécs) felől Arrabonába (Győrbe) vezető utak találkoztak.
Lepsény első írásos említése 1226-ból való, ekkor Vepsin alakban fordul elő okleveleink egyikében. 1256-ban faluként (villa) említik. 1381-ben a vásártartási jogot élvező település a mezővárosi fejlődés lehetőségét rejtette magában. Lepsény a 15. században nagyobb részt a Botka család kezében volt. 1488-ban Veszprém vármegye legnépesebb településének számított, jobbágyportái után 44 forintot fizetett a királyi kincstárnak. Az 1528-ban megjelent Tabula Hungariae is feltünteti. A török uralom alatt több család (Botka, Zichy, Ányos stb.) birtokolta, lakói Palota várának tartoztak szolgáltatásokkal. A 15 éves háború alatt elnéptelenedett.
Az 1617-ben készült urbárium még lakatlannak mondja, csak 1622-ig települt újjá. Ettől kezdve viszont folyamatosan lakott volt. A 17. században részben a Fajszi Ányos, részben a Zichy, részben a Botka család birtoka. A Botka család birtokait a Nádasdy család kapta adományba, amely a következő században egyre terjeszkedett és a települést birtokközpontjául építette ki.
A falut úrbéres népség lakta, amely földművelésből, állattenyésztésből, szőlőművelésből élt, kisebb része fuvarozással, iparral foglalkozott.
A Tengerdi, Besnyő és Tikacs nevű szőlőhegyeken már a 12. századtól kezdve jelentős szőlőművelés folyt. A hegyközségek életét 1806-tól kezdve a Veszprém vármegye által kiadott, az összes megyebeli hegyközségre vonatkozó rendtartás határozta meg. A jobbágyság jogállását, kötelezettségeit a földesúrral, Nádasdy Ferenccel 1713-ban és 1724-ben kötött urbárium szabályozta.
A hivatalos úrbérrendezést 1768-ban hajtották végre, ami a jobbágyfelszabadításig meghatározta a jobbágyság helyzetét.
A lakosság ez idő tájt nagyobb részt református, kisebb részben római katolikus vallású volt. A református egyház 1580 táján alakult, katolikus plébániáját – földesúri támogatással – csak 1747-ben kísérelték meg felállítani, megszervezésére 1754-ben került sor. 1829-ben a község négy utcából állt, 1233 lakosával Veszprém vármegye legnépesebb falvai közé tartozott.
1848 szeptemberében a magyar főváros elfoglalására induló horvát sereg felvonulási útvonalába esett, de hadak járta területnek számított 1849 elején, tavaszán-nyarán is.
Lepsény a 19. század második felében is töretlenül fejlődött. 1861-ben bekapcsolták a vasúthálózatba, 1896-ban a Győr–Veszprém–Dombóvár-vasútvonal kiépítésekor vasúti csomóponttá vált. A Dég–Lepsény mellékvonalat 1900-ban építették, a környék nagybirtokosainak terményeit ezen szállították Lepsénybe, amelynek piaci szerepkörét három országos vására és csütörtöki hetipiaca is növelt. A túlnépesedett helység (lakossága az 1900-as években már meghaladta a 2000 főt, napjainkban a 3300 főt) az 1945-ös földreformot a modernizáló Nádasdy-nagybirtok nyomása alatt élt. A mezőgazdasági proletariátus az 1890-es évektől kezdve részt vett a mezőföldi agrárszocialista mozgalomban. A helybeli munkaerő-felesleg egy részt a 20. század elejétől kezdve a környékbeli ipartelepeken talált munkaalkalmat. Az 1941-ben a keresőképes lakosságnak már egynegyedét foglalkoztatta az ipar- ez az arány 1960-ra már a 35%-ra nőtt.Az öntudatos helyi társadalom az 1880-as évektől egyesületekben tömörült, melyeket 1945 után nagyrészt feloszlattak.
A nagyközség a második világháború végén – súlyos harcok árán – többször gazdát cserélt, az 1945. március 21-én került véglegesen a szovjetek kezére. A háborús károk helyreállítására, óvoda építésére (1946), a földműves szövetkezet (1948) megszervezésére, a Lepsényi SE és az önkéntes tűzoltószervezet újjászervezésére az első hároméves terv idején került sor. A református és római katolikus elemi népiskolát 1948-ban államosították, az általános iskola épületeit 1970-ben bővítették és 1994-ben új iskolát avattak. Az állami gépállomás 1948-ban 10 traktorral kezdte meg működését.
A községi tanácsi közigazgatást 1950 őszén szervezték meg. Ugyanebben az évben alakult meg a Kossuth Termelőszövetkezet, amely az 1970-es évek elején egyesült a mezőszentgyörgyi Alkotmány Tsz-szel, (ma Agrár Rt).
A rendszerváltozás idején a községi önkormányzat újjáalakítására 1990-ben került sor. A nagyközségnek ekkor 2963 lakosa volt (a központi belterületen 2946 fő, az Orgonásban 2, a Szőlőhegyen 15 fő élt). A kilencvenes években a civil szféra újjászerveződött. 1991-ben létrehozták a helytörténeti gyűjteményt, a községben nyugdíjasklub, vöröskeresztes szervezet és három énekkar működik.

## Közélete

### Polgármesterei
- 1990–1994: Adovics Istvánné (független)[9][10]
- 1994–1998: Adovics Istvánné (független)[11]
- 1998–2002: Adovics Istvánné (független)[12]
- 2002–2006: Kiss István (független)[13]
- 2006–2010: Kiss István (független)[14]
- 2010–2014: Kiss István (független)[15]
- 2014–2019: Salamon Béla (független)[16]
- 2019–2024: Salamon Béla (független)[17]
- 2024– : Salamon Béla (független)[1]

## Népesség
A település népességének változása:
| Lakosok száma | 3016 | 2994 | 2975 | 2997 | 3082 | 3059 | 3055 |
|               | 2013 | 2014 | 2015 | 2021 | 2022 | 2023 | 2024 |

A 2011-es népszámlálás során a lakosok 88,3%-a magyarnak, 1,6% cigánynak, 0,5% németnek mondta magát (11,5% nem nyilatkozott; a kettős identitások miatt a végösszeg nagyobb lehet 100%-nál). A vallási megoszlás a következő volt: római katolikus 44,2%, református 18,5%, evangélikus 0,4%, felekezeten kívüli 15% (21% nem nyilatkozott).
2022-ben a lakosság 90,6%-a vallotta magát magyarnak, 1,5% cigánynak, 0,5% németnek, 0,2% románnak, 0,2% ukránnak, 0,1-0,1% szlováknak, szlovénnek és horvátnak, 2,1% egyéb, nem hazai nemzetiségűnek (9,2% nem nyilatkozott; a kettős identitások miatt a végösszeg nagyobb lehet 100%-nál). Vallásuk szerint 29,9% volt római katolikus, 15% református, 0,3% görög katolikus, 0,1% evangélikus, 0,1% izraelita, 0,6% egyéb keresztény, 1,7% egyéb katolikus, 13,9% felekezeten kívüli (38,3% nem válaszolt).

## Nevezetességei
A 7-es főút mentén, Székesfehérvár felől, a falu határában található a szőlőhegy, négy dűlőjével, Katica, Rizling, Jóbor,  valamint a Zengő dűlővel. Ezekben a dűlőkben teremnek a környék aranyérmes borai.
A faluban több emlékmű is található, melyek megemlékeznek a Szent István királyról, az 1848–49-es forradalom és szabadságharcról, az I. és II. világháború halottairól, Trianonról.
A 7-es főút mellett a Dunántúl legnagyobb református temploma található. Szemben vele a Helytörténeti és Néprajzi Múzeum.
A templom mögötti területen elhelyezkedő temetőben a környék nevezetes családjainak több értékes sírkertje, sírköve településtörténeti értéket képvisel.
A Nádasdy család építtette a katolikus templomot és a kúriát, amelyet a lakosok Kastélynak hívnak. Ez utóbbi felújítás alatt áll. A falu határában van az Asszony tava, melyhez egy legenda kapcsolódik.

## Ismert személyek
- Itt született 1910. március 7-én Kovács Jenő magyar állatorvos, gyógyszerkutató, egyetemi tanár († 1990).

## A kultúrában
Nóti Károly Salamon Béla-előadta kabarétréfája országosan híressé tette Lepsényt a 20. században. („Lepsénynél még megvolt.”)

## Testvértelepülések
- Kászonaltíz, Románia
- Oromhegyes, Szerbia